# Plamen Dimow
Plamen Dijanow Dimow (auch Plamen Dianov Dimov geschrieben, bulgarisch Пламен Диянов Димов; * 29. Oktober 1990 in Burgas, Bulgarien) ist ein bulgarischer Fußballspieler.

## Karriere
Die Karriere von Dimow begann im Jahr 2009 bei Tschernomorez Pomorie in der bulgarischen B Grupa. Anfang 2012 wechselte er zu Erstligist FC Tschernomorez Burgas. Dort wurde er in der Hinrunde 2012/13 zur Stammkraft in der Innenverteidigung. Anfang 2013 nahm ihn Lewski Sofia unter Vertrag. Er kam in der Rückrunde nur zu einem weiteren Einsatz. In der Spielzeit 2013/14 kam er vorwiegend als Einwechselspieler zu Zuge. Die Hinrunde 2014/15 verfolgte er meist von der Ersatzbank aus, erst gegen Ende häuften sich die Spiele. Anfang 2015 verließ er den Klub zu Qaisar Qysylorda nach Kasachstan. Im Juli 2015 schloss er sich Ligakonkurrent Schachtjor Qaraghandy an. Er erreichte mit seiner Mannschaft am Ende der Saison 2015 den Klassenerhalt. Dimow wechselte anschließend zu Altai Semei in die zweite kasachische Liga. Mit Altai erreichte er in der Spielzeit 2016 den Aufstieg.
Im Jahr 2017 kehrte er nach Bulgarien zurück, wo ihn Botew Plowdiw unter Vertrag nahm. Seit Sommer 2018 spielt er für Tscherno More Warna.